# 아파르족

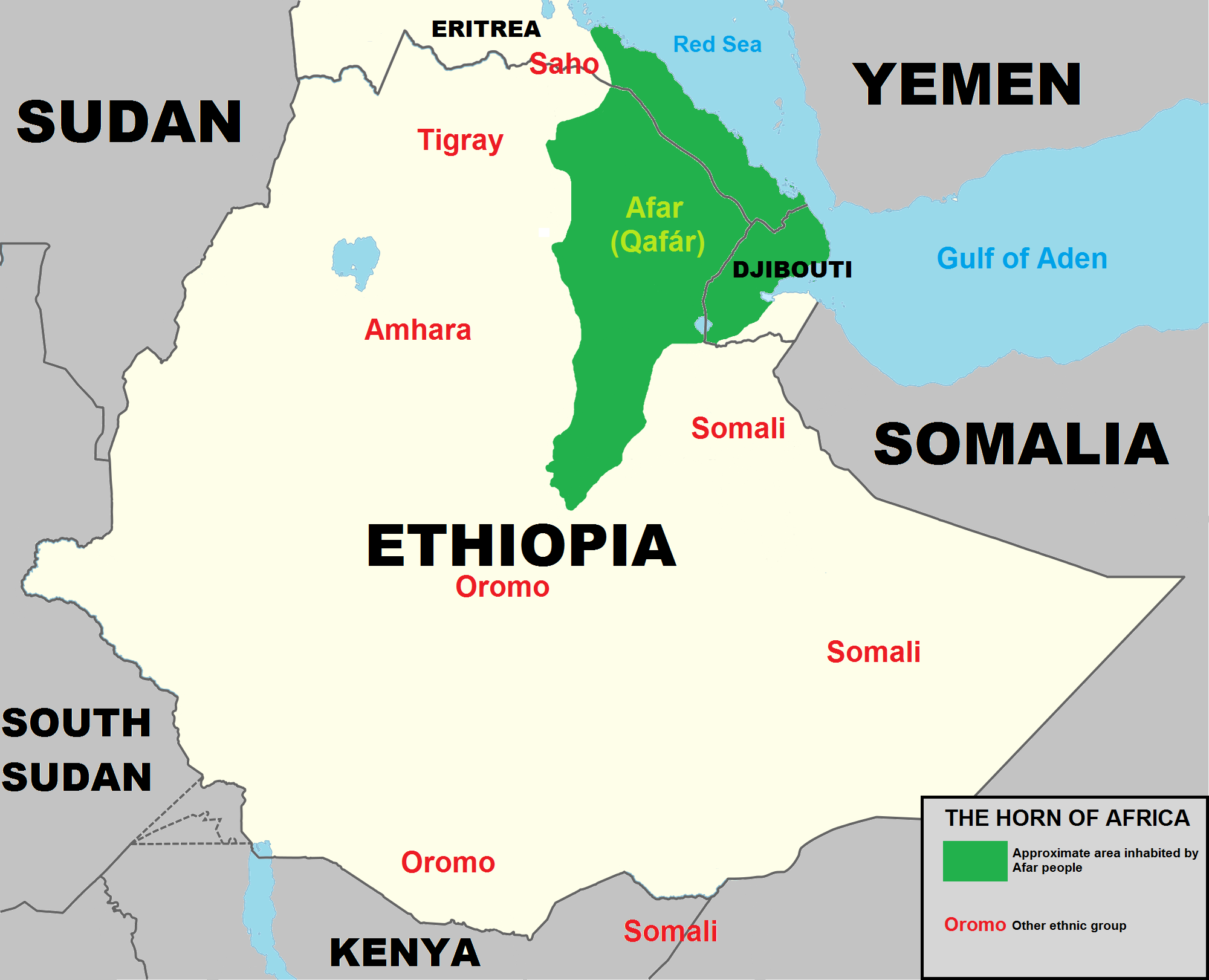
아파르인의 주요 거주 지역

아파르족(Afar)은 아프리카의 뿔 지역의 민족 중 하나로, 에티오피아 아파르주와 지부티 북부, 에리트레아 남부에 걸쳐 주로 분포하고 있다. 인구는 약 250만 명으로, 에티오피아에 약 184만 명, 에리트레아에 43만 명, 지부티에 34만 명이 거주한다. 쿠시어파에 속하는 아파르어를 주로 사용하며 인구의 대부분이 이슬람교를 믿는다. 역사적으로 목축을 하며 살아온 민족이다.
중세의 아달 술탄국에 많이 살던 것이 기록에 남아있으며 이후 18세기에 수립되어 20세기 초에 멸망한 아우사 술탄국(Aussa Sultanate)의 주요 민족이었다. 아우사 술탄국은 이후 메넬리크 2세의 침략으로 점령당했으나 자치를 유지하다가 이후 여러 영토로 편입되었다. 에티오피아 내전 중에 아파르 해방전선이 독립운동을 전개하였으나 내전이 끝난 후 무장투쟁을 그만두었다.

## 같이 보기
- 아파르주